# Чемолосов, Алексей Степанович
Алексе́й Степа́нович Чемоло́сов (8 февраля 1868, Новгород — 16 августа 1946, Чебоксары) — российский и советский врач-офтальмолог, медик, научный руководитель и консультант Чувашского трахоматозного института (1936—1946), внёс большой вклад в борьбу с трахомой.

## Биография
В 1891 году с отличием окончил Санкт-Петербургскую военно-медицинскую академию, был назначен младшим врачом пехотного полка, а в 1892 году младшим ординатором глазного отделения Морского госпиталя. С 1891 по 1918 годы Алексей Чемолосов летом во время отпусков работал в «глазных отрядах». Прошёл ординатуру в глазной клинике Гиршмана. В 1899—1900 годах был в командировке в Австрии и Германии. В 1903—1918 годах работал приват-доцентом кафедры офтальмологии Императорской Военно-медицинской академии. Действительный статский советник (с 25 марта 1912 года). Старший врач 2-го Балтийского флотского экипажа и окулист Санкт-Петербургского порта.
Ученик Л. Г. Беллярминова. Докторскую диссертацию на тему «Об очистке питьевой воды химическими веществами» защитил в 1894 году в Военно-медицинской академии. Автор более 50 научных работ.
В справочном ежегоднике «Наука в России» 1920 года издания, содержащем данные по состоянию на 1 января 1918 года, был указан в качестве одного из секретарей Петроградского офтальмологического общества (председатель — Л. Г. Беллярминов, ещё один секретарь — К. Э. Карницкий).
С 1922 года — заведующий курсом по офтальмологии Смоленского университета, где заведовал кафедрой глазных болезней (1936). В 1923 году получил учёное звание «профессор».
В 1927 году предпринял попытку лечения больных глаукомой с помощью омоложения. С этой целью по его просьбе профессор урологии А. Я. Дамский выполнил у трёх больных двустороннюю вазэктомию, однако повышение общего жизненного тонуса в течение нескольких недель, отмеченного авторами во всех трёх случаях, сменились «упадком и ухудшением прежних болезненных явлений».
В 1929 году предложил при глаукоме ущемлять глубокий лоскут склеры в склеральной ране, т. е. производить склерэнклейзис.
В 1936 году из Смоленска переехал в город Чебоксары. В 1936—1946 годах — научный руководитель и консультант Чувашского трахоматозного института.
Похоронен на Первом городском кладбище Чебоксар.

## Некоторые работы
- Формальдегид как сохраняющее средство для приготовления макроскопических желатинных препаратов глаза с сохранением прозрачных преломляющих сред // Врач : Еженедельная газета, посвящённая всем отраслям медицинской науки, общественной и частной гигиене и вопросам врачебного быта. — 1896. — № 1. — С. 4—5.
- Случай туберкулёза соединительной оболочки век и яблока / [Соч.] Д-ра А.С. Чемолосова (Доклад с демонстрацией препаратов сделан в Спб. офталмол. о-ве в заседании 30 марта 1900 г.). — Киев: типо-лит. товарищества печ. дела и торг. И.Н. Кушнерев и К°, 1900. — 12 с.
- Казуистика из заведования Глазным отрядом 1901 года : Сообщ. в О-ве рус. врачей 10 янв. 1902 г. / [Соч.] Д-ра А.С. Чемолосова. — СПб.: тип. Стасюлевича, 1902. — 7 с.
- О кровоизлияниях в сетчатке при злокачественном глистном (широкий лентец) малокровии : (Сообщ. на 8 Пирогов. съезде в Москве) / [Соч.] д-ра А.С. Чемолосова. — СПб.: тип. Я. Трей, 1903. — 8 с.
- О влиянии бокового освещения на изменение центрального зрения / [Соч.] А.С. Чемолосова, прив.-доц. Воен.-мед. акад. — М.: т-во скоропеч. А.А. Левенсон, 1904. — 36 с.
- К борьбе со слепотой : (Для неврачеб. интеллигенции деревни) / Д-р мед. А. Чемолосов, прив.-доц. Воен.-мед. акад. — СПб.: Попечительство имп. Марии Александровны о слепых, 1909. — 43 с.
- Расстройства зрения при отравлении метиловым (древесным) спиртом // Вестник офталмологии. — 1912. — № 29 (5). — С. 352—367.
- Глазная помощь в Западной области // 15 лет социалистического здравоохранения. 1918—1933  / Отд. здравоохранения, Институт социалистического здравоохранения и гигиены Западной обл. ; [отв. ред. Р. Е. Абрамович]. — Западное обл. гос. издательство, 1933. — С. 146—150.

## Награды и звания
- Орден Святого Владимира III степени[8].
- Орден Святого Станислава II степени (1903)[1].
- Орден Святого Владимира IV степени (1907)[1][8].
- Орден Святой Анны I степени (1914)[1].
- Орден Трудового Красного Знамени[8] (1943[10]).
- Заслуженный деятель науки Чувашской АССР (1943)[3].